# Calle 14 (estación PATH)
La Calle 14 es una estación del Autoridad Portuaria Trans-Hudson (PATH), que abrió el 25 de febrero de 1908, está localizada en la Calle 14 y la Sexta Avenida (Avenida de las Américas), en el extremo sur de Chelsea, Manhattan. 
Esta estación de PATH tiene dos plataformas laterales, pero no tienen cruces, sin embargo la estación está conectada con los servicios del Metro de Nueva York 1, 2, 3,F, V y L, de varias líneas del Metro de Nueva York.

## Conexiones de autobuses
Metro de Nueva York:
- Calle 14 en la línea de la Sexta Avenida (F M)
- Calle 14 en la línea de la Séptima Avenida-Broadway (1)
- Sexta Avenida en la línea Canarsie (L)

Los pasajeros que viajan desde Nueva Jersey deben de salir al nivel de la calle, para entrar a una estación de metro cercano, y descender a un entrepiso diferente para poder acceder al Metro de Nueva York.

## Atracciones cercanas
- The New School
- Union Square